# Pretrgana naveza
Roman Pretrgana naveza (1971) Antona Ingoliča pripoveduje o tragični nesreči dveh alpinističnih navez. 

## Vsebina
Osrednjo alpinistično zgodbo govori Gregor svoji mladi ženi Bredi. Par se je na svoj poročni dan odpravil v Goljakovo steno. Med plezanjem ju je ujela nevihta, prisiljena sta bila bivakirati, dokler se vreme ne izboljša. Zvečer je Gregor govoril o dogodku iz svojega otroštva, ko je bil prisoten v reševalni nesreči v Goljakovi steni, v kateri je edina preživela Bredina mama.
Za prvomajske praznike se je šest prijateljev poslovilo od množice ljudi, ki jih je prišla veselo spodbujat na njihovih plezalnih podvigih. Večina jih je prihajala iz revnih družin, zato so bili opremljeni zelo slabo. Njihov prvi postanek je bila koča na Tihi livadi, kjer so prespali in se pripravili na pot. Zvečer so pogovori nanesli na dvome, strah in ljubosumje. Petra je bila že dolgo ljubezensko razpeta med Andrejem in Borisom. Zjutraj so se odpravili na pot z velikimi dvomi. Vido in Markota je premagal strah. Raje sta se vrnila na Tiho livado in tam čakala na prijatelje.  Ostali štirje so se vzpenjali naprej. Medtem ko se je v dolini razvijala nova ljubezen, se je v steni slabšalo vreme. To je najbolj vplivalo na Slavota, ki se je hotel odvezati in sestopiti v dolino. Pregovarjali so ga, naj ostane. Slavko pa se je odvezal in omahnil v prepad. Brat Boris je presunjen razmišljal o prihodu k mami in kako naj ji pove za bratovo smrt, saj ga je ravno on navdušil za plezanje. Od krivde in žalosti otopi, se odpne in pade v prepad. Petra in Andrej sta obtičala v steni preplašena, prezebla in ohromela od šoka, zlasti Andrej. V koči sta Vida in Marko že posumila, da so prijatelji v nevarnosti. Poklicala sta reševalce, ki so se takoj podali do stene. Našli so oba plezalca in se naslednji dan povzpeli do njiju. Za Andreja je bilo žal prepozno. Ko so reševali Petro, so prerezali napačno vrv in Andrejevo truplo je padlo v globino, kar je Petro do konca pretreslo. Pomiril jo je šele Grega, ki ji je vlil novega upanja.
Gregorju in Bredi se je naslednji dan vreme izboljšalo, da sta se lahko povzpela na vrh. Oba sta v steni začutila večjo povezanost in zaupanje. Ravno to je manjkalo plezalcem iz Gregorjeve zgodbe, ki so zato tragično končali.

## Kritike
Na splošno je treba Ingoliču priznati, da je z romanom Pretrgana naveza spet segel na novo področje in tako spet dodal nov motiv svoji široki pisateljski panorami, in dalje, da je kot nealpinist razmeroma uspešno rešil svojo nalogo, uspešno že s tem, ker je divji naravi kot še vedno pričujoči kategoriji našega življenja znal prisoditi določen pomen, to je pomen razreševanja in očiščevanja. (Šifrer 1971)
Ljudje se obrnejo k sebi, družbena in naravna dejstva so okras. seveda nam ne gre za ugotavljanje tragičnosti, vendar nam ob rutinirani površini, prav reporterski Ingoličevi pisavi komaj ostaja kaj snovi za spraševanje, razmišljanje ali dvom. Kaj je v Pretrgani navezi problematično? Ljubezen med Gregorjem in Bredo (»Dohitel jo je šele sredi livade. Stisnil jo je za roko, da je zavrisnila. Potem sta tekla skupaj. Do potoka. Zmetala sta v travo, kar sta imela na sebi, in se z vriskom pognala v prozorno čisto planinsko vodo.«)? Nesrečna smrt Petrinih tovarišev v »navezi«? Konflikt z gorami? Kdo naj zmaga v takšnem konfliktu? V čem je zmaga, v čem poraz? Ali je problematična Petrina ljubezenska štorija — prekinitev z banalnim posteljnim strežnikom in navezanost na temačnega (zanimivega?) slabiča s partizansko preteklostjo? (Rupel 1973)

## Prevodi in ponatisi
- poljski: Przerwana wspinaczka, Halina Kalita. 1984. (COBISS)
- ukrajinski: Rozriv:roman, Marina Grimič. 1985. (COBISS)

Roman je v slovenskem jeziku izšel v treh natisih: 1971 (COBISS), 1978 (COBISS) in 1980 (COBISS).